# Chủ nghĩa duy thực
Chủ nghĩa duy thực, hay chủ nghĩa hiện thực trong triết học là niềm tin rằng hiện thực của chúng ta, hoặc vài khía cạnh của nó, là độc lập về mặt bản thể với nhận thức, đức tin, hệ hình, ngôn từ,... Chủ nghĩa hiện thực có thể nói tới khi xét tới tâm thức tha nhân, quá khứ, tương lai, tính phổ quát, các thực thể toán học (như số tự nhiên), các lãnh vực đạo đức, thế giới vật chất, và tư tưởng. Chủ nghĩa duy thực cũng có thể xem xét như cách nó đối lập với chủ nghĩa hoài nghi và chủ nghĩa duy ngã. Các triết gia đi theo phái này khẳng định rằng chân lý chứa đựng trong sự tương ứng của tâm trí với thực tại. Họ có xu hướng tin bất cứ điều gì chúng ta tin hiện giờ chỉ là một ước lượng về hiện thực và rằng tất cả những quan sát mới đem chúng ta gần hơn tới việc hiểu biết hiện thực.
Cuộc đấu tranh giữa chủ nghĩa duy thực và chủ nghĩa duy danh là biểu hiện đặc thù của cuộc đấu tranh giữa chủ nghĩa duy tâm và chủ nghĩa duy vật trong triết học Tây Âu thời trung cổ.